# Cuernavaca

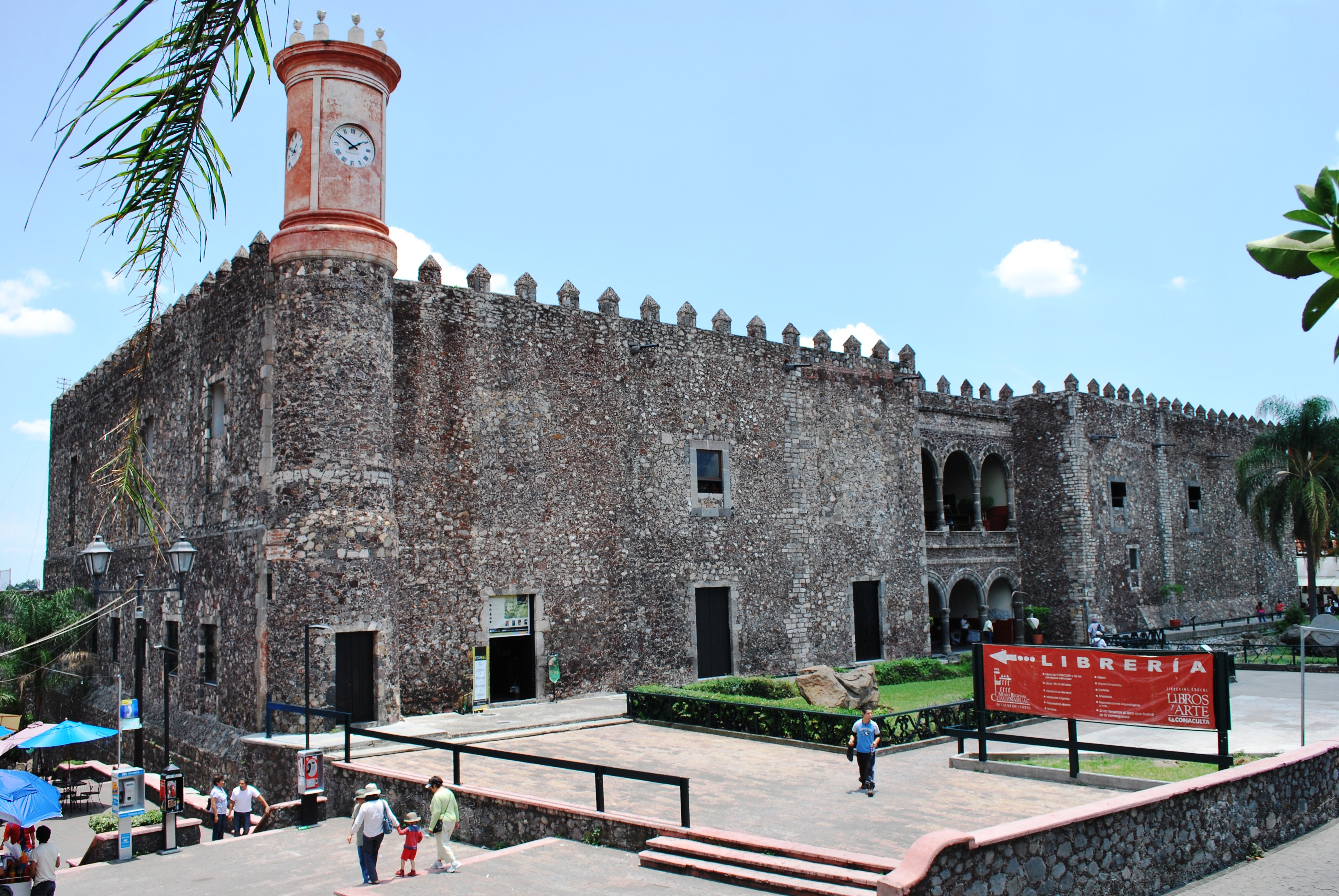
Palacio Cortes i Cuernavaca

Cuernavaca (nahuatl: Cuauhnāhuac) är en stad i Mexiko och är den administrativa huvudorten för delstaten Morelos.
Namnet Cuernavaca kommer från en förspanskning av nahuatlns Cuauhnáhuac som betyder ungefär "skogsbacken". Jazzmusikern Charles Mingus dog i Cuernavaca den 5 januari 1979.

## Stad och storstadsområde
Staden har 339 387 invånare (2007), med totalt 356 650 invånare (2007) i hela kommunen på en yta av 201 km². 
Storstadsområdet, Zona Metropolitana de Cuernavaca, har totalt 811 954 invånare (2007) på en yta av 772 km². Området består av kommunerna Cuernavaca, Emiliano Zapata, Jiutepec, Temixco, Tepoztlán och Xochitepec.